# Alosa immaculata
Alosa immaculata is een straalvinnige vissensoort uit de familie van haringen (Clupeidae). De wetenschappelijke naam van de soort is voor het eerst geldig gepubliceerd in 1835 door Bennett.
De soort staat op de Rode Lijst van de IUCN als Kwetsbaar, beoordelingsjaar 2008. De omvang van de populatie is volgens de IUCN dalend.